# Jakub Wedelicki
Jakub z Obornik Wedelicki (ok. 1480–1554) – syn burmistrza Obornik Jana Quittemberga, brat Piotra, Błażeja, Feliksa, absolwent Akademii Krakowskiej, uzyskał doktorat prawa kanonicznego w Rzymie w 1514, od roku 1505 notariusz apostolski przy biskupie poznańskim Janie Lubrańskim, od roku 1515 pisarz kancelarii Zygmunta I, od 1517 r. proboszcz kolegiaty św. Magdaleny w Poznaniu, od 1536 r. kanonik katedralny. Później także prepozyt kolegiaty w Środzie i proboszcz w Śremie.